# Katholisches Klinikum Essen
Das Katholische Klinikum Essen (KKE) ist ein Krankenhausträger in Essen in der Rechtsform einer gemeinnützigen GmbH. Das Unternehmen besteht seit 1996. Seit 2018 zählt es zur Gruppe Contilia.

## Geschichte
Im Jahre 1996 schlossen sich das Marienhospital Altenessen und das St. Vincenz Krankenhaus Stoppenberg zu den Katholischen Kliniken Essen-Nord zusammen, und 1999 begann eine Kooperation des katholischen Philippusstiftes Borbeck mit dem evangelischen Bethesda-Krankenhaus in Borbeck. Fünf Jahre später wurden die Katholischen Kliniken Essen-Nord als Holding um das Philippusstift Borbeck erweitert, bevor 2006 das Bethesda-Krankenhaus aus wirtschaftlichen Gründen geschlossen wurde.
Im Jahre 2009 erfolgte der endgültige Zusammenschluss der Katholischen Kliniken Essen-Nord mit dem Philippusstift Borbeck. 2012 wurde mit der Umbenennung der  Katholischen Kliniken Essen-Nord in Katholisches Klinikum Essen ein einheitliches Unternehmens-Erscheinungsbild eingeführt. Gesellschafter sind die drei katholischen Pfarreien in Altenessen, Borbeck und Stoppenberg, sowie die Kosmas und Damian GmbH, eine Beteiligungs- und Entwicklungsgesellschaft für die langfristige Existenzsicherung katholischer Krankenhäuser im Bistum Essen.
Seit 2014 führt die medicoreha Welsink Akademie mit ihren staatlich anerkannten Fachschulen für Physiotherapie und Ergotherapie für ihre Auszubildenden die praktische Ausbildung im Katholischen Klinikum Essen durch. Zum 1. Januar 2015 gründete das Katholische Klinikum Essen die „Patientenhochschule“; das Modell zur kostenlosen Fortbildung speziell für Patienten wird seither mit anderen gemeinnützigen Kliniken wie dem Klinikum Dortmund bundesweit vorangetrieben. Für die Teilnahme an den Vorträgen und bei erfolgreich absolvierten Prüfungen gibt es, wie bei einem normalen Studium auch, ECTS-Credit-Points (European-Credit-Transfer-System-Punkte).
Seit 2018 gehören die Katholischen Kliniken Essen zur Contilia Gruppe.

## Struktur
Zu den Krankenhäusern zählen: das Philippusstift in Borbeck-Mitte und das Geriatrie-Zentrum Haus Berge in Bergeborbeck. Das Marienhospital in Altenessen und das St. Vincenz-Krankenhaus in Stoppenberg wurden 2020 geschlossen. Davor verfügte die KKE insgesamt über 1000 Betten in 20 Fachabteilungen.

## PatientenmagazinGesund in Essen
Seit Mai 2014 gibt das Katholische Klinikum Essen ein Patientenmagazin heraus, das zweimal im Jahr – jeweils im Frühjahr und im Herbst – in einer Auflage von derzeit jeweils 116.000 Exemplaren im Großraum Essen verbreitet wird. Neben der Präsentation der eigenen Häuser stehen Berichte über aktuelle medizinische Entwicklungen im Vordergrund. Dazu kommen neben dem eigenen Personal regelmäßig Fachleute von bundesweiter Bedeutung als Autoren oder in Interviews zu Wort.

## Bekannte Mediziner
- Robert Wammack (* 1965)
- Thaddäus Zajaczkowski (1939–2023)